# Chełm Wschodni (stacja kolejowa)
Chełm Wschodni – stacja techniczna położona w obrębie miasta Chełm, w województwie lubelskim, w Polsce. Znajduje się tu 1 peron pasażerski – obecnie nieużywany.
Stacja jest przeznaczona do załadunku i rozładunku towarów (na rampach kolejowych), rozrządzania składów pociągów oraz składów manewrowych, zestawiania pociągów oraz zmiany ilości wagonów w składach pociągów przechodzących.
Stacja należy do spółki PKP Polskie Linie Kolejowe, zaś większość torów użytkuje spółka PKP Cargo. Prace manewrowe na stacji wykonywane są tylko za pomocą pojazdu trakcyjnego. Spółka PKP Cargo do wykonywania manewrów używa wyłącznie lokomotyw serii SM48. Stacja nie posiada własnej lokomotywowni (pojazdy do pracy przybywają ze stacji Chełm).
Na stacji znajdują się 24 tory:
- 3 tory należą do spółki Polregio. Są to tory zelektryfikowane (z możliwością ręcznego odłączenia zasilania), wykorzystywane jako park dla elektrycznych zespołów trakcyjnych serii EN57. Jeden z torów jest kanałem.
- 5 torów stanowią tory szerokie o rozstawie 1520 mm (w tym dwie rampy przeładunkowe). Tory te wykorzystywane są do transportu bezpośredniego wagonów z Ukrainy. Tor szeroki ciągnie się od granicy państwa w Dorohusku do Naftobazy położonej w pobliżu stacji Zawadówka. Tory szerokie nie są zelektryfikowane.
- 16 torów stanowią tory o normalnej szerokości (1435 mm), w tym 4 rampy kolejowe oraz dwa tory główne (tor nr 1 i 2). Większość torów jest zelektryfikowana.

Na terenie stacji znajduje się jedna nastawnia dysponująca (Chełm Wschodni (Cw)) oraz jedna nastawnia wykonawcza.
Stacja ma bezpośrednie połączenie z torami towarowymi należącymi do Cementowni Chełm (Cementownia Chełm posiada własną lokomotywę manewrową). Tuż za stacją (w kierunku granicy państwa) znajduje się przystanek osobowy Chełm Cementownia. Stacja Chełm Wschodni oddalona jest od stacji Chełm o ok. 2 km.